# Menriklostret
Menriklostret (Wylie: sman ri, "medicinberg") var namnet på ett bon-kloster som tidigare fanns i Tibet, men som blev förstört under kulturrevolutionen. Klostret har dock blivit återuppbyggt i Indien. Namnet kommer från den medicinska plantan som växte vid berget som klostret ursprungligen byggdes vid. Klostret är det ledande bonklostret i den tibetanska kulturella regionen. Abboten av klostret anses vara den andliga ledaren av bon.

## Historik
Menriklostret grundades år 1405 av Nyammé Shérap Gyeltsen (Wylie: mnyam med shes rab rgyal mtshan, 1356–1416) från Gyarong (Gryelrong), på sluttningen av berget Shari Phowa (Wylie: shar ri pho ba) i Topgyel (Wylie: thob rgyal), Ü-Tsang.
Nyammé Shérap Gyeltsen var den åttonde abboten av ett annat kloster som också kallades Menri. Det första klostret vid Menri grundades år 1072 som klostret Yéru Wensakha (Wylie: g.yas ru dben sa kha dgon pa), men förstördes i en översvämning år 1386.
Det nya klostret blev känt för "dess strikta fastklamring vid klosterregler, som satte en standard för andra bonkloster"
Klostret hade 32 abbotar mellan dess grundande och 1966.
Klostret förstördes under kulturrevolutionen i Kina.

## Menriklostret i Indien
År 1967 grundades det återuppbyggda Menriklostret i Indien i Himachal Pradesh av Lungtok Tenpai Nyima och Lopön Tenzin Namdak. Detta kloster har återupprättat utfärdandet av den kloster-akademiska examen geshe och det bor över 200 munkar i klostret. Menri i Indien och Triten Norbutse i Nepal är de enda kloster inom bon som fortfarande utbildar munkar för att ta geshe-examen.